# Moldova Veche

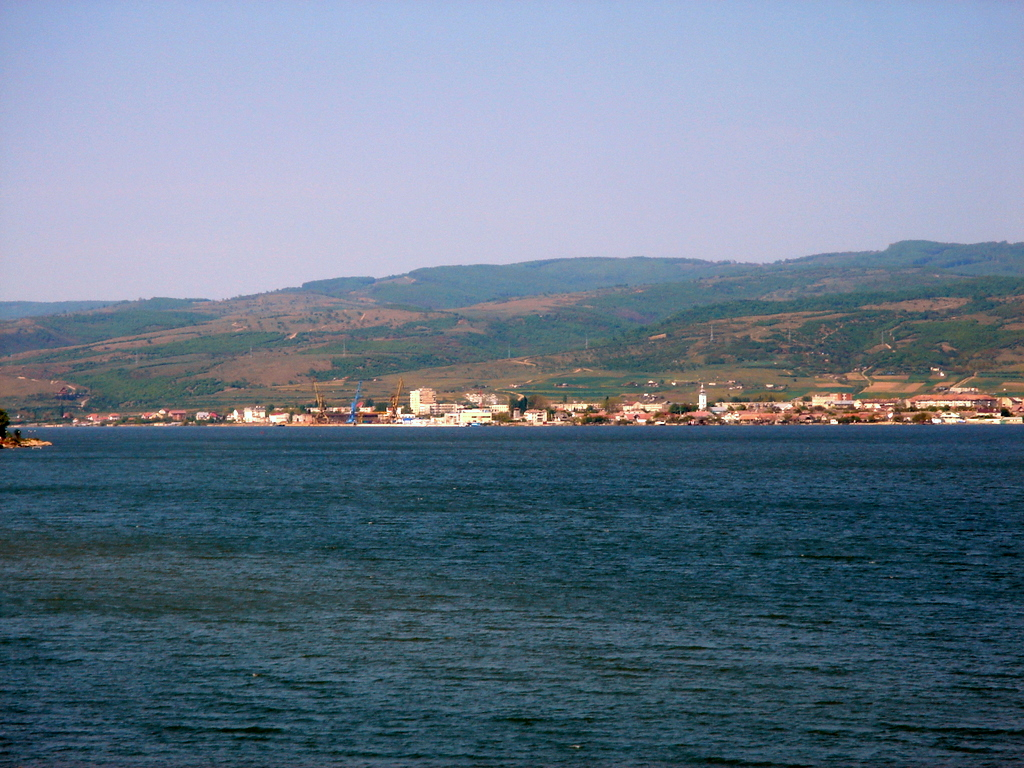
Donauhafen in Moldova Veche

Moldova Veche (deutsch Alt-Moldova, ungarisch Ómoldova) ist eine rumänische Ortschaft am linken Donauufer am Fuße des Banater Gebirges. Sie liegt im Kreis Caraș-Severin in der Region Banat, südöstlich der Stadt Moldova Nouă, in die Moldova Veche eingemeindet ist.

## Geschichte
Ein Dokument erwähnt im Jahre 1588 ein Schloss an dieser Stelle, das bis zum 18. Jahrhundert bestanden hat.
Bis 1526 gehörte die Siedlung zum Königreich Ungarn und während der osmanischen Herrschaft (1526–1718) zum Vilâyet Timișoara.
Von 1718 bis 1778 war die Ortschaft Teil der Habsburger Krondomäne Temescher Banat.
1778 wurde das Banat von der Kaiserin Maria Theresia dem Königreich Ungarn zugesprochen.
Von 1849 bis 1860 war es Teil eines eigenständigen Kronlandes der Woiwodschaft Serbien und Temescher Banat.
Nach dem Österreichisch-Ungarischen Ausgleich (1867) wurde das Banat dem Königreich Ungarn (Komitat Krassó-Szörény) innerhalb der Doppelmonarchie Österreich-Ungarn angegliedert.
Der Vertrag von Trianon am 4. Juni 1920 hatte die Dreiteilung des Banats zur Folge, wodurch Moldova Veche an das Königreich Rumänien fiel.
Infolge des Waffen-SS Abkommens vom 12. Mai 1943 zwischen der Antonescu-Regierung und Hitler-Deutschland wurden alle deutschstämmigen wehrpflichtigen Männer in die deutsche Armee eingezogen.
Dafür mussten die Deutschen aus Rumänien nach dem Seitenwechsel Rumäniens am 23. August 1944 büßen.
Noch vor Kriegsende, im Januar 1945, fand die Deportation aller volksdeutschen Frauen zwischen 18 und 30 Jahren und Männer im Alter von 16 bis 45 Jahren zur Aufbauarbeit in die Sowjetunion statt.
Das Bodenreformgesetz vom 23. März 1945, das die entschädigungslose Enteignung der deutschen Bauern, als ehemalige Angehörige der Deutschen Volksgruppe in Rumänien, vorsah, entzog der ländlichen Bevölkerung die Lebensgrundlage. Gleichzeitig wurden auch die Häuser der Deutschen entschädigungslos enteignet. Boden und Bauernhäuser wurden an Kleinbauern, Landarbeiter und Kolonisten aus anderen Landesteilen verteilt.
Durch das Nationalisierungsgesetz vom 11. Juni 1948, das die Verstaatlichung aller Industrie- und Handelsbetriebe, Banken und Versicherungen vorsah, fand die Enteignung aller Wirtschaftsbetriebe statt. Anfang der 1950er Jahre wurde die Kollektivierung der Landwirtschaft vollzogen.
Da die Bevölkerung entlang der rumänisch-jugoslawischen Grenze von der rumänischen Staatsführung nach dem Zerwürfnis Stalins mit Tito und dessen Ausschluss aus dem Kominform-Bündnis als Sicherheitsrisiko eingestuft wurde, erfolgte am 18. Juni 1951 die Deportation „von politisch unzuverlässlichen Elementen“ in die Bărăgan-Steppe unabhängig von der ethnischen Zugehörigkeit. Die rumänische Führung bezweckte zugleich den einsetzenden Widerstand gegen die bevorstehende Kollektivierung der Landwirtschaft zu brechen. Als die Bărăganverschleppten 1956 heimkehrten, erhielten sie die 1945 enteigneten Häuser und Höfe zurückerstattet. Der Feldbesitz wurde jedoch kollektiviert.
Im Jahr 1956 schlossen sich die beiden Orte Moldova Veche und Moldova Nuoă zu der aktuellen Stadtgemeinde zusammen.
Als für die Donauschifffahrt noch Lotsen im Einsatz waren, war Moldova Veche eine Lotsen-Wechselstation.

## Einwohner
1910 hatte Moldova Veche 2151 Einwohner (überwiegend Serben). Im Jahr 2002 lebten in Moldova Veche 9510 Einwohner (Rumänen teils serbischer Abstammung, 15 Prozent Serben und 2 Prozent Ungarischsprachige). Eine Quelle gibt an, dass in der Region im Jahr 2012 25.000 Personen wohnten.
| 1880 | 1925  | 17   | 9   | 63 | 1836 |
| 1910 | 2151  | 76   | 59  | 46 | 1970 |
| 1930 | 2113  | 363  | 36  | 33 | 1681 |
| 1941 | 2012  | 368  | 16  | 51 | 1577 |
| 1977 | 10371 | 7853 | 485 | 56 | 1977 |
| 1992 | 11793 | 9332 | 350 | 24 | 2087 |
| 2002 | 9510  | 7511 | 227 | 23 | 1749 |
| 2011 | 8545  | 6220 | 111 | 8  | 986  |

## Wirtschaft und Verkehr
Der Hafen der Stadt ist ein ausgebauter Naturhafen mit 6 Anlegeplätzen bei einer Kailänge von 560 Metern. Er liegt an den Kilometern 1047 bis 1050 der Donau und besitzt ein Fracht- und ein Passagierterminal. Umgeschlagen werden in dem größten rumänischen Donauhafen vor allem Holzprodukte, Sand, Kies, Steine und Düngemittel. Der Liegeplatz für die Passagierschiffe ist ein schwimmender Ponton. Auf dem Landweg ist Moldava Veche an die Nationalstraße Drum național 57 angebunden, die nördlich der Donau entlang führt.

## Bauwerke, Denkmale und Natur
In Moldova Veche steht eine Baptisten-Kirche: Harul (Grace), 1967 errichtet. Diese ersetzt ein Kirchengebäude, das im Jahr 1927 an gleicher Stelle eröffnet worden ist. Sie war während des Zweiten Weltkriegs geschlossen.
Ein Kriegerdenkmal im Zentrum des Ortes erinnert an die Einwohner, die als Soldaten an der Westfront des Zweiten Weltkriegs ihr Leben verloren. Es wurde auf Grund des Bürgerengagements einige Jahre nach dem Krieg errichtet und enthält die Namen der Opfer auf einer weißen Marmortafel.
Stromabwärts von Moldova Veche beginnt das Durchbruchstal des Eisernen Tors mit seinen Katarakten, welches bis Drobeta Turnu Severin (linkes Donauufer) bzw. Kladovo (rechtes Donauufer) reicht.